# Pfarrkirche Schörfling

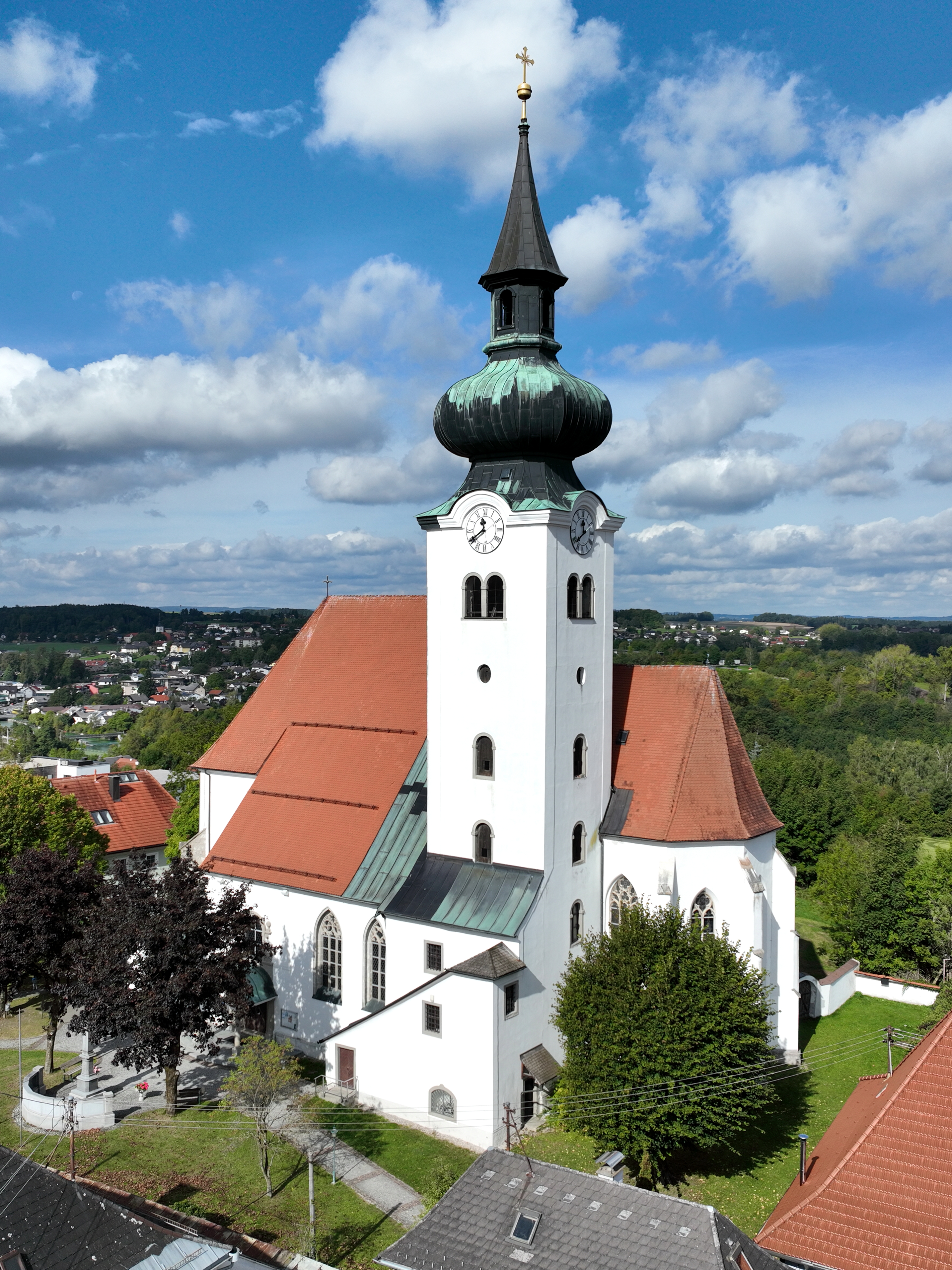
Kath. Pfarrkirche hl. Gallus in Schörfling

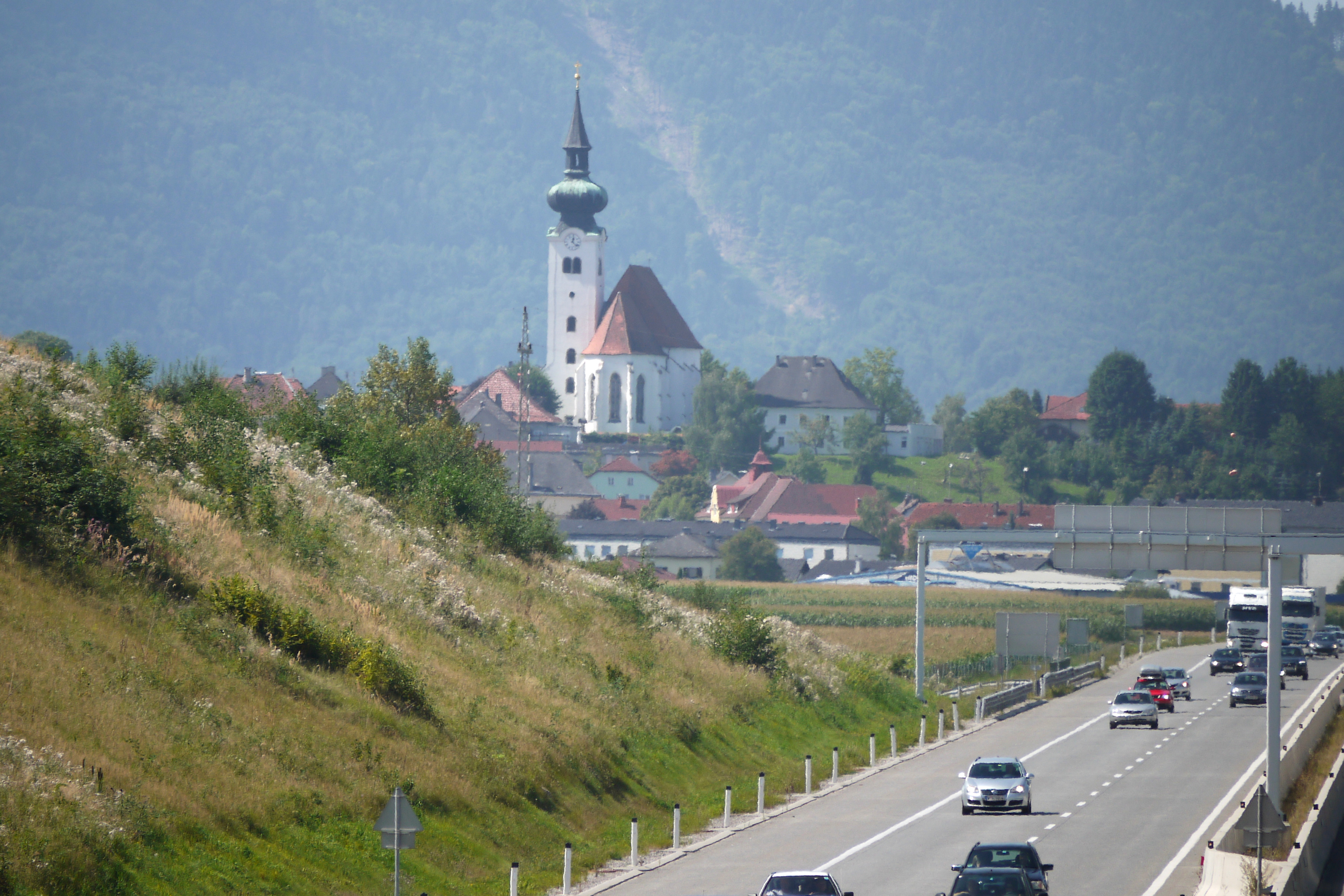
Nordostansicht der Kirche

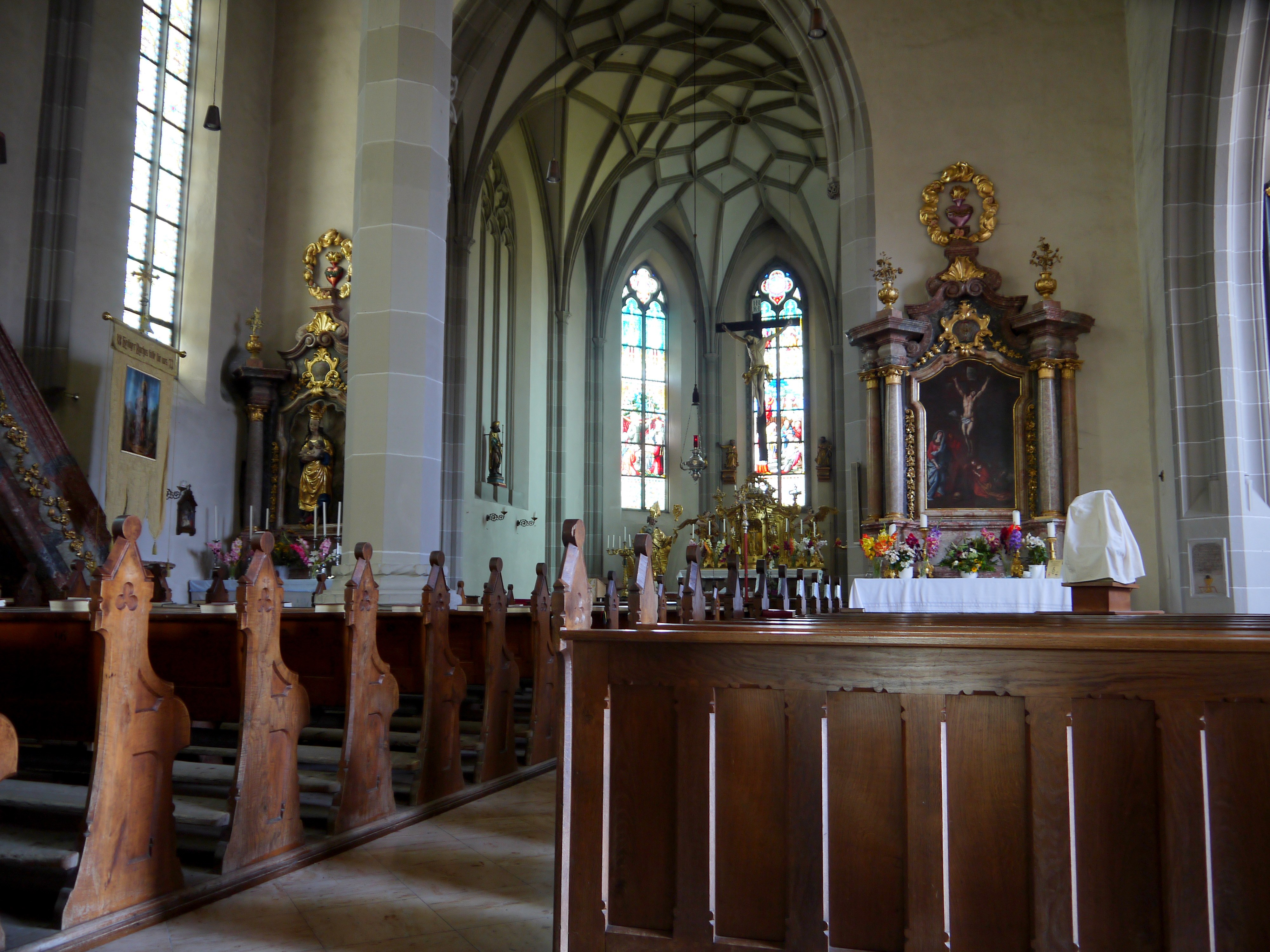
Im Langhaus zum Chor

Die römisch-katholische Pfarrkirche Schörfling steht im Ort Schörfling in der Marktgemeinde Schörfling am Attersee im Bezirk Vöcklabruck in Oberösterreich. Die auf den heiligen Gallus geweihte Kirche gehört zum Dekanat Schörfling in der Diözese Linz. Die Kirche und der ehemalige Friedhof stehen unter Denkmalschutz.

## Geschichte
In der zweiten Hälfte des 15. Jahrhunderts erfolgte vermutlich nach Plänen von Stephan Wultinger der Neubau der Kirche. Im Jahr 1476 weihte der Bischof Albert Schönhofer von Salona als Suffragan des Bischofs zu Passau den Chor und 1515 wurde die Hallenkirche geweiht. Graf Khevenhüller veranlasste 1638 den Anbau einer Loretokapelle, Baumeister war Marx Spaz, und im Zuge der aufkeimenden Marienverehrung wurde Schörfling ein Marienwallfahrtsort. Von 1638 bis 1654 wurde der Kirchturm im südlichen Chorwinkel errichtet. Bei einem Großbrand im Jahr 1787 wurden die Kapelle, großteils die Kirche und 36 Häuser zerstört, wobei die Loretokapelle nicht mehr aufgebaut wurde. Im Jahr 1828 gab es wiederum einen Großbrand, der 14 Häuser und den Kirchturm samt Geläute vernichtete. Im Jahr 1889 wurde der barocke Hochaltar bis auf das Tabernakel abgetragen und dabei kamen zwei spätbarocke Hochaltarfiguren, urkundlich 1774/75 von Ignaz Mähl aus Wels geschaffen, ins damalige Linzer Diözesanmuseum.

## Architektur
Die zweischiffige Hallenkirche mit einem bemerkenswerten Drang zur Höhe hat ein vierjochiges Langhaus und einen eingezogenen zweijochigen Chor mit einem Dreiachtelschluss und zeigt im Langhaus und Chor bemerkenswerte Netzrippengewölbe.

## Ausstattung

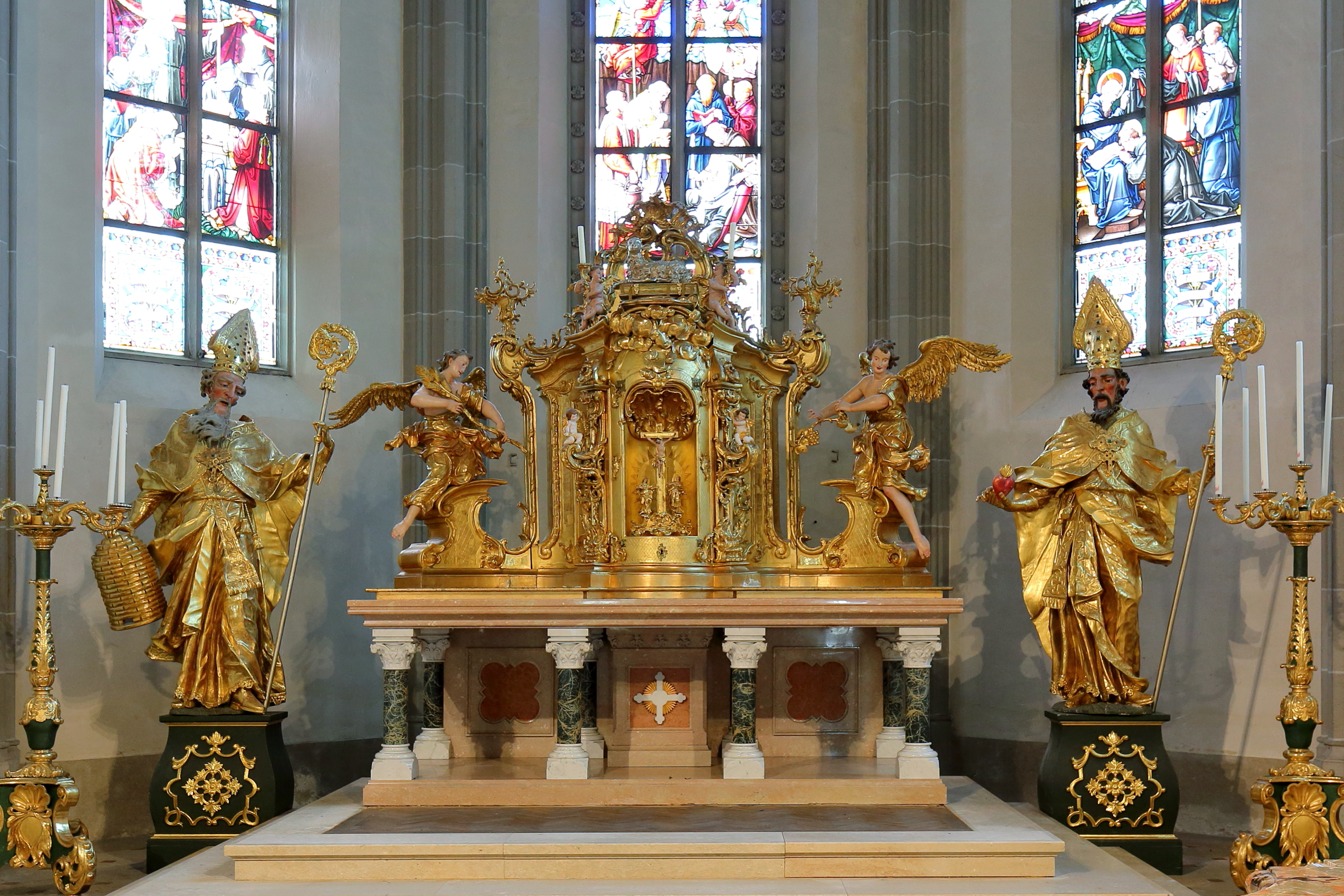
Tabernakel mit zwei lebensgroßen Barockstatuen

Vom Hochaltar ist nur noch der Tabernakel erhalten. Die zwei lebensgroße Barockstatuen zur linken und rechten Seite das Tabernakel stellen den hl. Ambrosius mit Bienenkorb und den hl. Augustinus mit brennendem Herz dar.

## Orgel
1873 schuf Johann Nepomuk Carl Mauracher eine Orgel für die Kirche. 1990 wurde ein neues Instrument von Gerhard Hradetzky mit 19 Registern seiner Bestimmung übergeben.